# Simbrasil
A raça bovina Simbrasil é um cruzamento industrial que possui 5/8 de sangue Simental (Bos taurus) e 3/8 de sangue de raças zebuinas (Bos indicus) nacionais como Nelore, Guzerá, Indubrasil, Gir, Tabapuã e Sindi.
A raça começou a ser desenvolvida no Brasil a partir de 1950 na propriedade de Agostinho Caiado Fraga em Muqui – ES e foi reconhecida pelo Ministério da Agricultura no ano de 1989. [1;2]
No mundo existe uma raça equivalente ao Simbrasil, essa raça se chama Simbrah, foi criada nos Estados Unidos e usa a raça Brahman como genitor zebuíno, o grau de sangue é o mesmo do Simbrasil.
No cruzamento, o zebuíno traz consigo características importantes como pelo curto, cascos fortes, pele bem segmentada e solta, o que imprime maior rusticidade, adaptação e longevidade. Já o Simental traz precocidade, produção de leite e qualidade de carcaça.

## Característica s
Segundo a ABCRSS (Associação Brasileira de Criadores das Raças Simental e Simbrasil) as características funcionais, ou seja, o padrão genético da raça é a coloração avermelhada, com manchas brancas ou amareladas, mas admitem-se partes mais escuras devido ao cruzamento com as diversas raças zebuinas nacionais.
As fêmeas pesam em media 600 kg e os machos em media 1.000 kg. Os novilhos atingem em media 470 kg no abate aos 18-24 meses. As fêmeas apresentam alta produtividade leiteira por serem provenientes do cruzamento de Simental com Guzerá que apresentam grande capacidade materna.
Possui  alta conversão alimentar tanto no sistema de criação a pasto quanto em regime confinado com silagem ou feno, e vem se destacando cada vez mais no cenário da  pecuária, pois o Brasil, por ser um pais tropical, precisa de raças com alta adaptação e rendimento visando maior lucratividade e crescimento econômico.